# Antonio Carlos Rocha-Campos
Antonio Carlos Rocha-Campos (Araras, 3 de março de 1937 – São Paulo, 22 de julho de 2019) foi um proeminente geólogo, pesquisador e professor universitário brasileiro. 
Um dos pioneiros em pesquisas antárticas no Brasil, ajudou na implantação e operação do Programa Antártico Brasileiro e foi o único brasileiro a presidir o Comitê Científico sobre Pesquisa Antártica (SCAR). Dentro da Universidade de São Paulo criou o Centro de Pesquisa Antártica, do qual foi seu primeiro diretor. 
Grande oficial e comendador da Ordem Nacional do Mérito Científico, foi também membro titular da Academia Brasileira de Ciências, do Conselho Internacional de Ciência, sediado na França, da Fundação de Estudos e Pesquisas Aquáticas, da Fundação Nacional da Ciência, dos Estados Unidos.

## Biografia
Antonio Carlos nasceu em Araras, no interior de São Paulo, em 1937. Em 1956, aos 17 anos, ingressou no curso de Ciências Naturais na Faculdade de Filosofia, Ciências e Letras (FFCL), da Universidade de São Paulo, graduando-se em 1960. No ano seguinte, ingressou no doutorado pelo Departamento de Geologia e Paleontologia, ainda da FFCL, obtendo o título em 1964, sob a orientação do Prof. Dr. Josué Camargo Mendes. Em 1969, obteve o título de livre-docente pela mesma instituição.
No mesmo ano, 1969, com a reforma universitária da USP, foi criado o Instituto de Geociências e Astronomia, dentro da Cidade Universitária, que em 1972 se chamaria apenas Instituto de Geociências, para o qual Antonio Carlos prestou concurso para o cargo de professor adjunto e depois, em 1980 para professor titular.

## Carreira
Como pesquisador visitante no pós-doutorado, palestrou e pesquisou nas Universidade de Illinois, Universidade da Cidade de Nova Iorque, Universidade de Minnesota, Museu Americano de História Natural e no Serviço Geológico dos Estados Unidos. Também visitou a Universidade de Estrasburgo, na França. Em fevereiro de 1971, tomou posse na Academia Brasileira de Ciências.
No Instituto de Geociências criou o Centro de Pesquisas Antárticas, do qual foi diretor e de onde promoveu encontros e simpósios, além de ajudar na implantação do Programa Antártico Brasileiro. Com seu auxílio e orientação, o centro também promoveu várias edições do Simpósio Brasileiro de Pesquisas Antárticas, o principal evento científico da pesquisa brasileira na Antártica.
Antonio Carlos foi o primeiro geólogo a reconhecer o varvito de Itu, no interior paulista, onde se identificou um antigo lago glacial, posteriormente transformado no Parque Geológico do Varvito, em 1995, criado a partir do desativamento da Pedreira Itu.

## Morte
Antonio Carlos vinha lutando contra a Doença de Parkinson já havia alguns anos e morreu no dia 22 de julho de 2019, na cidade de São Paulo, aos 82 anos. Ele foi sepultado no Cemitério do Santíssimo Sacramento, na capital paulista. Deixou a esposa, Maria Lucia Rocha Campos e três filhos.